# San Felipe Orizatlán
San Felipe Orizatlán är en ort i Mexiko.   Den ligger i kommunen San Felipe Orizatlán och delstaten Hidalgo, i den sydöstra delen av landet, 200 km norr om huvudstaden Mexico City. San Felipe Orizatlán ligger 178 meter över havet och antalet invånare är 6 488.
Terrängen runt San Felipe Orizatlán är kuperad åt sydväst, men åt nordost är den platt. Runt San Felipe Orizatlán är det ganska tätbefolkat, med 248 invånare per kvadratkilometer. Närmaste större samhälle är Huejutla de Reyes, 19,8 km öster om San Felipe Orizatlán. Omgivningarna runt San Felipe Orizatlán är en mosaik av jordbruksmark och naturlig växtlighet.